# Burnwell (Alabama)
Burnwell é uma comunidade não incorporada localizada no condado de Walker, no estado norte-americano do Texas. Burnwell fica localizada na fronteira sul de Dora e teve uma agência dos correios, que funcionou de 21 de maio de 1910 a 30 de dezembro de 2010; ela ainda tem o próprio CEP, sendo 35038.